# Pierre Vago
Pierre Vago (* 30. August 1910 in Budapest; † 27. Januar 2002 in Noisy-sur-École, Département Seine-et-Marne) war ein ungarischstämmiger französischer Architekt und Architekturkritiker. International bekannt wurde er als Chefredakteur der Zeitschrift l’Architecture d’aujourd’hui und als Generalsekretär der Union Internationale des Architectes, deren Ehrenpräsident er später wurde. In Deutschland trat er mit seiner Beteiligung an der Interbau 1957 im Berliner Hansaviertel hervor.

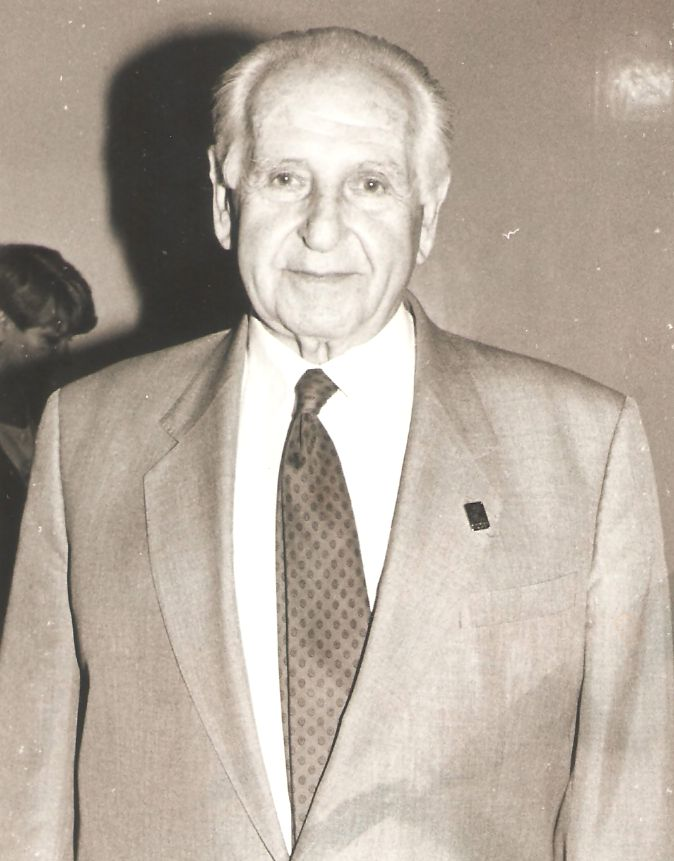
Pierre Vago

## Leben
Pierre Vagos Vater war der ungarische Architekt József Vágó (1877–1947), der nach 1919 vor allem in Italien, der Schweiz und Frankreich tätig war. Vagos Mutter war die Sängerin Ghita Lenart, die in Rom einen Musiksalon betrieb. In Budapest geboren, emigrierte er mit der Familie 1918 nach Rom.
Zunächst orientiert am klassizierenden Rationalismus von Auguste Perret, wendet sich Vago in der Nachkriegszeit der modernen Architektur hin. Er wird einer dessen wichtigsten Vertreter in Frankreich. Seine Bauten sind einem rationalistischen Funktionalismus verpflichtet, der Akademismus und Nachahmung ablehnt und die formale Willkür des Formalismus anprangert. Vago scheute selbst die Konfrontation mit Le Corbusier nicht, denn Fragen des Stils und der Ästhetik standen für ihn hinter den technischen und programmbedingten Lösungen der Aufgabe zurück.
1928 nahm Vago das Studium der Architektur an der École des Beaux Arts in Paris auf, brach dieses aber bereits nach kurzer Zeit ab, da er es als technisch anachronistisch empfand. Auch vermisste er den lebendigen Diskurs über die Fragen moderner Architektur. In seinen Augen verharrte die Hochschule in den Traditionen von Akademismus und Regionalismus und hing zudem chauvinistischen Überzeugungen. Vago sehnte sich nach einem kulturellen Dialog über die moderne Welt, zu den Formen der Neuerung, den Prinzipien des Werkbundes, des Bauhauses und der russischen Konstruktivisten. Daher setzte er sein Studium an der École Spéciale d’Architecture in Paris fort. Dort machte er sich bei Auguste Perret mit den modernen Stahlbaustrukturen und -konstruktionen und der neuen Sachlichkeit vertraut. 1932 beendete er sein Studium und arbeitete zunächst im Atelier seines Lehrmeisters Perret. 1933 erlangt er die französische Staatsbürgerschaft und begründet 1934 sein eigenes Architekturbüro. Im Zweiten Weltkrieg war er Widerstandskämpfer und geriet in Gefangenschaft der Gestapo (bis 1944).
Seine Karriere als Architekt begann erst nach dem Krieg. In der Wiederaufbauzeit nach dem Krieg entwirft er Entwicklungspläne für die Stadtkerne von Arles, Beaucaire, Le Mans und Tarascon (1945–47). Er ist Kontrolleur des regionalen Entwicklungsplans für den Abschnitt Côte des Maures der Côte d’Azur sowie Chefarchitekt für den Wiederaufbau des Departements Bouches-du-Rhône (1948–54). Als Architekt häufte er ein beachtliches Œuvre an, welches international großes Aufsehen erregte. Es umfasst Universitäten und Schulen, sozialen Wohnungsbau (Region Paris, Le Mans, Reims, Nordafrika), Industriebauten, Sakralbauten sowie mehrere Gebäude für die Zentralbanken der französischen Provinzen von Algerien und Tunesien (1949–66, Hauptsitz und Druckerei in Tunis; Filialen und Residenzen der Bankvorstände in Algerien).
Vago beteiligte sich an der Bewegung zur Erneuerung der sakralen Kunst. Besonders kontrovers im Fachdiskurs aufgenommen wurde die von Vago gemeinsam mit André Le Donné und Pierre Pinsard entworfene Wallfahrtsbasilika St. Pius X. in Lourdes (1953–58). Für 25.000 Pilger ausgelegt, wird der unterirdische ausgelegte Bau mit einem flachen, pfeilerlosen Gewölbe aus Sichtbeton (Tragwerk: Eugène Freyssinet, Pier Luigi Nervi). Es überdeckt den konzentrisch konzipierten Raum von 191 × 61 m Größe, dessen Boden sich zum erhöhten Altar in der Mitte hin vertieft, sodass der Bischof von jedem Punkt aus zu sehen und zu hören ist.
1932 beginnt Pierre Vago parallel zur Architektenpraxis als Chefredakteur der neugegründeten einflussreichen Zeitschrift l’Architecture d’aujourd’hui („Die Architektur von heute“) tätig zu werden. Die Zeitschrift arbeitete unter der Direktion von André Bloc, ab 1933 war Julius Posener deren Redaktionssekretär. Mit Ausnahme der Kriegszeit war Pierre Vago bis 1975 das einzige beständige Mitglied der Redaktion und viele Jahre ihr Chefredakteur (bis 1947).
Er avancierte zu einem international wichtigen Architekturkritiker. 1978 war er Gründungsmitglied des Internationalen Komitees der Architekturkritiker (CICA).
Vago gründete 1948 die Union Internationale des Architectes (UIA), deren Generalsekretär er auch lange Jahre war. Sein Ziel war es, die Architekten aller Länder in einer Union ihrer Standesorganisationen zu vereinen. Die UIA war 2005 in 95 Ländern vertreten und repräsentierte damit ca. 1,5 Millionen Architektinnen und Architekten. Bei der UIA konnten auch Architekten aus der Deutschen Demokratischen Republik und der Bundesrepublik Deutschland auf halboffizieller Ebene miteinander in Kontakt treten.
Vago wurde als Vorreiter der deutsch-französischen Freundschaftspolitik angesehen, 1957 nahm er an der Internationalen Bauausstellung im West-Berliner Hansaviertel teil.
Von 1956 bis 1966 begleitete Vago eine Lehrtätigkeit an der École Supérieure des Arts Saint-Luc in Tournai/Belgien. Von 1971 bis 1975 lehrte er an der Internationalen Sommerakademie für Baukunst in Salzburg. Die Universität Stuttgart und die Technische Universität Budapest verlieh ihm den Ehrendoktortitel.
Internationale Beachtung fand das 1984 durchgeführte internationale Architektursymposium „Mensch und Raum“ an der Technischen Universität Wien, an dem neben Vago beispielsweise Justus Dahinden, Dennis Sharp, Bruno Zevi, Jorge Glusberg, Otto Kapfinger, Frei Otto, Paolo Soleri, Ernst Gisel, Ionel Schein teilnahmen.
Pierre Vago war seit 1932 Mitglied der französischen Gesellschaft Moderner Architekten (La Société des Architectes Modernes), Ehrenmitglied des Royal Institute of British Architects (RIBA), des Bundes Deutscher Architekten (BDA) und des US-amerikanischen American Institute of Architects (AIA) sowie Mitglied der Akademie der Künste in Berlin.
1958 wurde er als Ritter der Ehrenlegion ausgezeichnet, 1959 als Kommandeur des Gregoriusordens benannt. 1959 wurde ihm der Preis „Grand prix national de l'architecture“ verliehen.

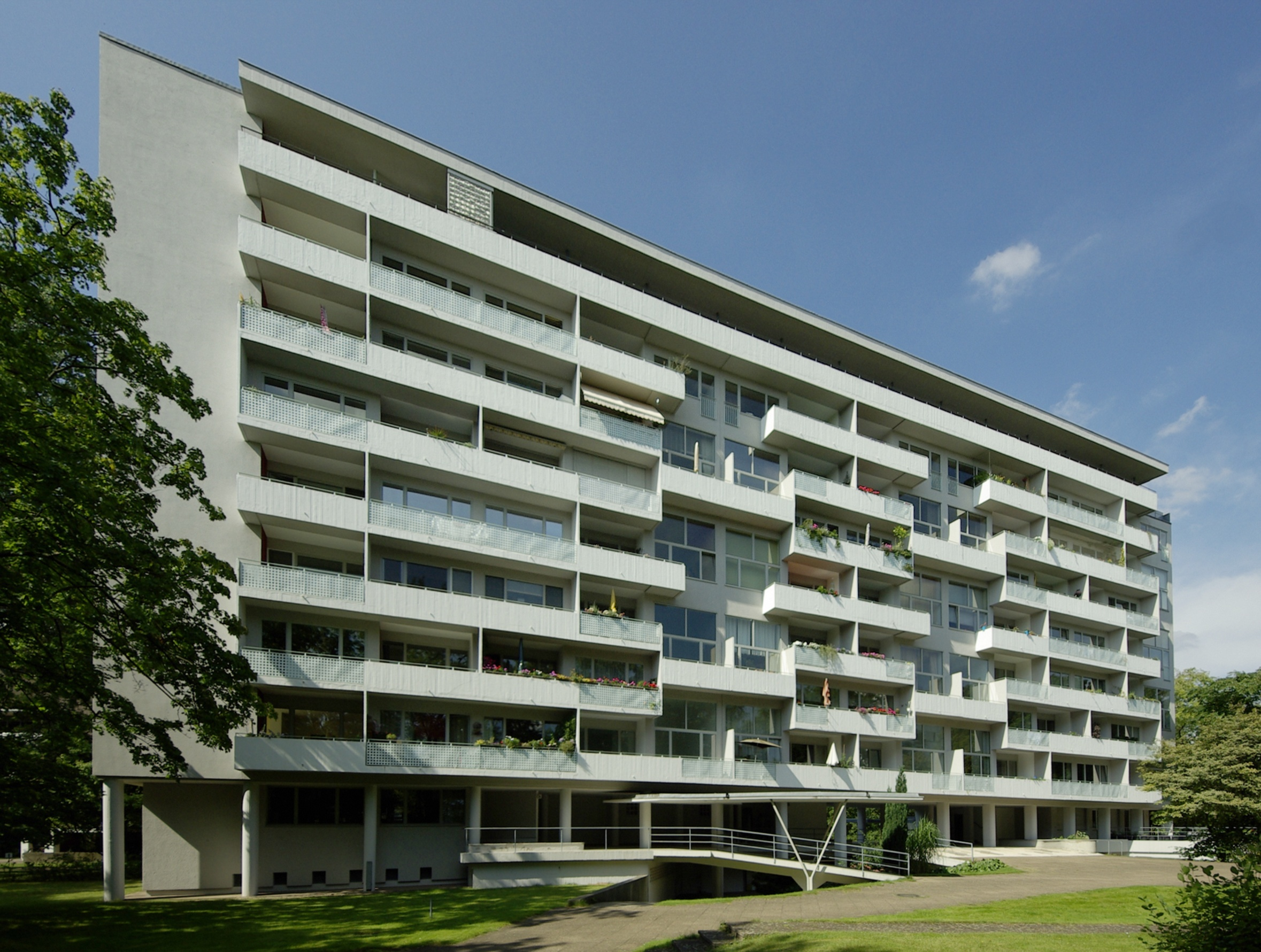
Pierre Vagos Gebäude für die Internationale Bauausstellung 1957 in West-Berlin

## Wichtige Bauten
- 1957: Wohnhaus für die Internationale Bauausstellung im Hansaviertel, Berlin, Klopstockstraße 14–18.
- 1958: Basilika Saint-Pie-X, Lourdes, mit André Le Donné und Pierre Pinsard.
- 1954–62: Universitätsbibliothek Bonn, mit Fritz Bornemann.
- 1966–75: Französische Kulturzentrum, Jerusalem, mit Al Mansfeld.
- 1970–75: Universität Lille III, Campus Pont de Bois, Villeneuve-d’Ascq, mit André Lys.

## Schriften
- l’Architecture d’aujourd’hui, revue internationale d’architecture contemporaine. Paris 1971, ISSN 0003-8695.
- (mit Gabriel Epstein und Klaus Müller-Rehm): Architektur-Experimente in Berlin und anderswo. Für Julius Posener. 1989, ISBN 3-924812-24-1.
- L’UIA, 1948–1998. Epure 1998, ISBN 2-907687-58-1.
- Une vie intense. Brussels, Éditions Archives d’Architecture Moderne (AAM) 2000, ISBN 2-87143-110-8.